# Cv Frontin (V-33)
A Cv Frontin (V-33)  foi uma corveta da Classe Inhaúma, da Marinha do Brasil.
Esta é a quarta e última unidade de uma série de quatro corvetas da classe Inhaúma.

## Origem do nome
A Corveta Frontin, homenageia o Almirante Pedro Max Fernando Frontin (1867-1939). É o segundo navio a ostentar esse nome na Marinha do Brasil, o primeiro foi o contra-torpedeiro CT Frontin (D-23)
Foi Comandante-em-Chefe da Divisão Naval em Operações de Guerra, na Primeira Guerra Mundial.
O seu lema era: Quando não se pode fazer tudo o que se deve, deve-se fazer tudo o que se pode!
A Corveta Frontin (V-33) "O Carrasco dos Mares"  foi transferida para reserva no dia 28 de setembro de 2014.

## Construção
Construido no estaleiro Verolme Estaleiros Reunidos do Brasil S.A, em Angra dos Reis, Rio de Janeiro, foi ao mar em fevereiro 1992, e a sua incorporação a Marinha ocorreu em 11 de março de 1994.

## Baixa do serviço ativo
Foi realizado no dia 28 de Setembro de 2014 a Mostra de Desarmamento, e passou para a reserva da marinha no dia 29 de setembro de 2014.

### Afundamento do casco
O casco foi afundado durante a operação de treinamento no dia 12 de abril de 2016. 

## Características
- Deslocamento: 1.970 ton (carregado).
- Dimensões: 95.77 m de comprimento, 11.4 m de boca, 3.7 m de calado e 5.3 m de calado máximo.
- Propulsão:
  - 1 turbina a gás GE LM 2500 de 27.490  shp;
  - 2 motores diesel MTU 16V956 TB91 de 3.940 bhp cada.
- Energia: 4 alternadores movidos a diesel MTU/Siemens com 500 kva.
- Velocidade: 27 nós (máxima).
- Autonomia: 4.000 milhas náuticas à 15 nós.
- Armamento:
  - 1 canhão Vickers Mk 8 de 4.5 polegadas/55 calibres (114mm);
  - 2 canhões Bofors L/70 de 40 mm, em dois reparos singelos;
  - 4 lançadores de mísseis superfície-superfície MM 40 Exocet;
  - 2 lançadores triplos Mk 32 de torpedos A/S de 324mm.
- Aeronaves: 1 helicóptero  AH-11A Super Lynx.
- Tripulação: 145 homens.

A corveta tem a alcunha de: "O Carrasco dos Mares".
A corveta navega sob o lema: "Só se for agora!".